# Niels Dánský
Niels Dánský (asi 1065 – 25. června 1134) byl králem Dánska v letech 1104 až 1134. Zřejmě byl nejmladším synem Svena II. Aktivně podporoval kanonizaci Knuta IV. a jeho vládu podporovalo duchovenstvo.

## Život
Niels se narodil okolo roku 1065, jako syn krále Svena II. Estridsona a jeho konkubíny. Čtyři z jeho bratrů před ním seděli na dánském trůně. Poprvé je zmiňován v roce 1086, kdy byl poslán jako rukojmí do Flander výměnou za svého bratra Olafa. Když v červenci 1103 zemřel jeho bratr Erik I., Niels byl posledním z bratrů, který byl naživu, a byl následujícího roku zvolen králem. V roce 1105 se oženil s Markétou, dcerou švédského krále Inge I., která zřejmě měla na jeho vládu značný vliv.
Niels po většinu doby nemusel řešit vnitřní problémy země. Soudobý Chronicon Roskildense ho popisuje jako mírného a vstřícného, ale nekompetentního vladaře. Členy rodiny jmenoval jarly, včetně svých synovců Erika a Knuta. Podporoval proces kanonizace svého bratra Knuta IV. – věnoval dary duchovenstvu v Odense. Chtěl zvětšit moc monarchie díky pomoci církve.
V roce 1125 se Nielsův syn Magnus Nilsson stal švédským králem. Jeho manželka Markéta zemřela v roce 1128 nebo 1129, o rok později Magnus přišel o svůj vliv ve Švédsku.
Po 26 letech vnitřního míru vznikl spor mezi Magnusem a jeho bratrancem Knutem Lavardem. Knut byl šlesvickým vévodu a bylo s ním počítáno jako s potenciálním Nielsovým nástupcem. 7. ledna 1131 byl Knut zabit, pravděpodobně Magnusem. Niels ho sice odsoudil, ale nakonec mu projevil podporu. Rozpoutala se občanská válka mezi Nielsem a podporovateli budoucího Erika II. Niels měl podporu církve a zajistil si podporu římské říše, když souhlasil s podřízením arcidiecéze v Lundu hambursko-brémské arcidiecézi. Arcibiskup Asser z Lundu se tak přidal na stranu Erika.
Niels a Magnus se vylodili u Foteviku v červnu 1134, 4. června se strhla bitva, kterou nakonec s pomocí německých žoldáků vyhrál Erik. Niels unikl, ale Magnus byl zabit. Niels se vydal k císaři Lotharovi III., ale nedostal se přes město Schleswig ve Šlesvicku. 25. června 1134 i přes varování vstoupil do tohoto města, byl pozdraven duchovenstvem, ale měšťané se obrátili proti němu. Niels i jeho předvoj byli zabiti, než mohli dojet do královského paláce. S Nielsem skončila šedesátiletá vláda synů Svena II.

## Manželství a potomci
Nielsovou první ženou byla švédská princezna Markéta Fredkulla. PO její smrti v roce 1128 nebo 1129, se oženil s Ulvhild Håkansdotter, dřívější manželkou švédského krále Inge II. a potřetí provdanou za dalšího švédského krále, Sverkera I. S Markétou měl dvě děti:
1. Inge Nielsen, zemřel v dětství;[2]
2. Magnus Nilsson.

Měl také nemanželskou dceru Ingerd.